# Engraulis
Engraulis es un género de peces clupeiformes de la familia Engraulidae.

## Especies
Se reconocen las siguientes especies:
- Engraulis albidus
- Engraulis anchoita
- Engraulis australis
- Engraulis capensis
- Engraulis encrasicolus
- Engraulis eurystole
- Engraulis japonicus
- Engraulis mordax
- Engraulis ringens